# Bismarckspitsvogel
De Bismarckspitsvogel (Artamus insignis) is een zangvogel uit de familie Artamidae (spitsvogels).

## Verspreiding en leefgebied
Deze soort is endemisch op de eilanden Nieuw-Ierland en Nieuw-Brittannië in de Bismarck-archipel, een groep eilanden ten noordoosten van en behorend tot Papoea-Nieuw-Guinea.

## Status
De grootte van de populatie is niet gekwantificeerd maar de soort wordt omschreven als doorgaans schaars maar plaatselijk soms vrij algemeen. Op de Rode lijst van de IUCN heeft deze soort de status niet bedreigd.